# Альтертгайм
Альтертгайм (нім. Altertheim) — громада в Німеччині, розташована в землі Баварія. Підпорядковується адміністративному округу Нижня Франконія. Входить до складу району Вюрцбург. Складова частина об'єднання громад Кіст.
Площа — 24,08 км2. Населення становить 1983 ос. (станом на 31 грудня 2020).